# 탄토 아모르
《탄토 아모르》(스페인어: Tanto amor)은 2015년부터 2016년까지 방영된 멕시코의 텔레노벨라이다.